# Credo (téléfilm)
Pour les articles homonymes, voir Credo.
Pour plus de détails, voir Fiche technique et Distribution.
Credo est un téléfilm français réalisé par Jacques Deray diffusé en 1983.

## Résumé
Un professeur d'université, Alexandre Lenski, est arrêté par la police soviétique parce qu'il est chrétien. Son interrogatoire porte d'abord sur des accusations de prosélytisme, dont il se défend habilement. Petit à petit, la pression monte et les soutiens sur lesquels il aurait pu s'appuyer lui font défaut l'un après l'autre. Il en est de même pour tous jusqu'aux gens d'Église (Père Serge et Frère Jean) qui sont du côté des interrogateurs. À la fin, le professeur se met à genoux et récite son Credo devant ses tortionnaires, avant d'être emmené en hôpital psychiatrique.

## Commentaire
- Un huis clos de haute volée psychologique et spirituel, par le jeu de chat et souris que se livrent accusé et commissaire.

## Fiche technique
- Titre : Credo
- Réalisateur : Jacques Deray
- Producteur : Roland Gritti
- Scénario : Jean-Claude Carrière
- Musique : Claude Bolling
- Pays :  France
- Langue : français
- Couleur : Color
- Son : Mono

## Distribution
- Jean-Louis Trintignant : professeur Lenski
- Nicole Courcel : Olga Talberg
- Bernard Haller : Le commissaire
- Claudine Auger : Mme Lenski
- Virginia Arzul : Sonia
- Jean Bouise : Père Serge
- François Marthouret : Frère Jean
- Laura Duke Condominas : secrétaire
- André Falcon : professeur Antonin
- Philippe Héliès : policier